# Morteza Sharifi
Morteza Sharifi (in persiano مرتضی شریفی‎; Urmia, 27 maggio 1999) è un pallavolista iraniano, schiacciatore dello Spor Toto.

## Palmarès

### Nazionale (competizioni minori)
- Campionato mondiale under 19 2017
- Giochi asiatici 2018
- Campionato mondiale under 21 2019

### Premi individuali
- 2017 - Campionato asiatico e oceaniano under 19: Miglior schiacciatore
- 2019 - Campionato mondiale under 21: Miglior schiacciatore